# Brucebo

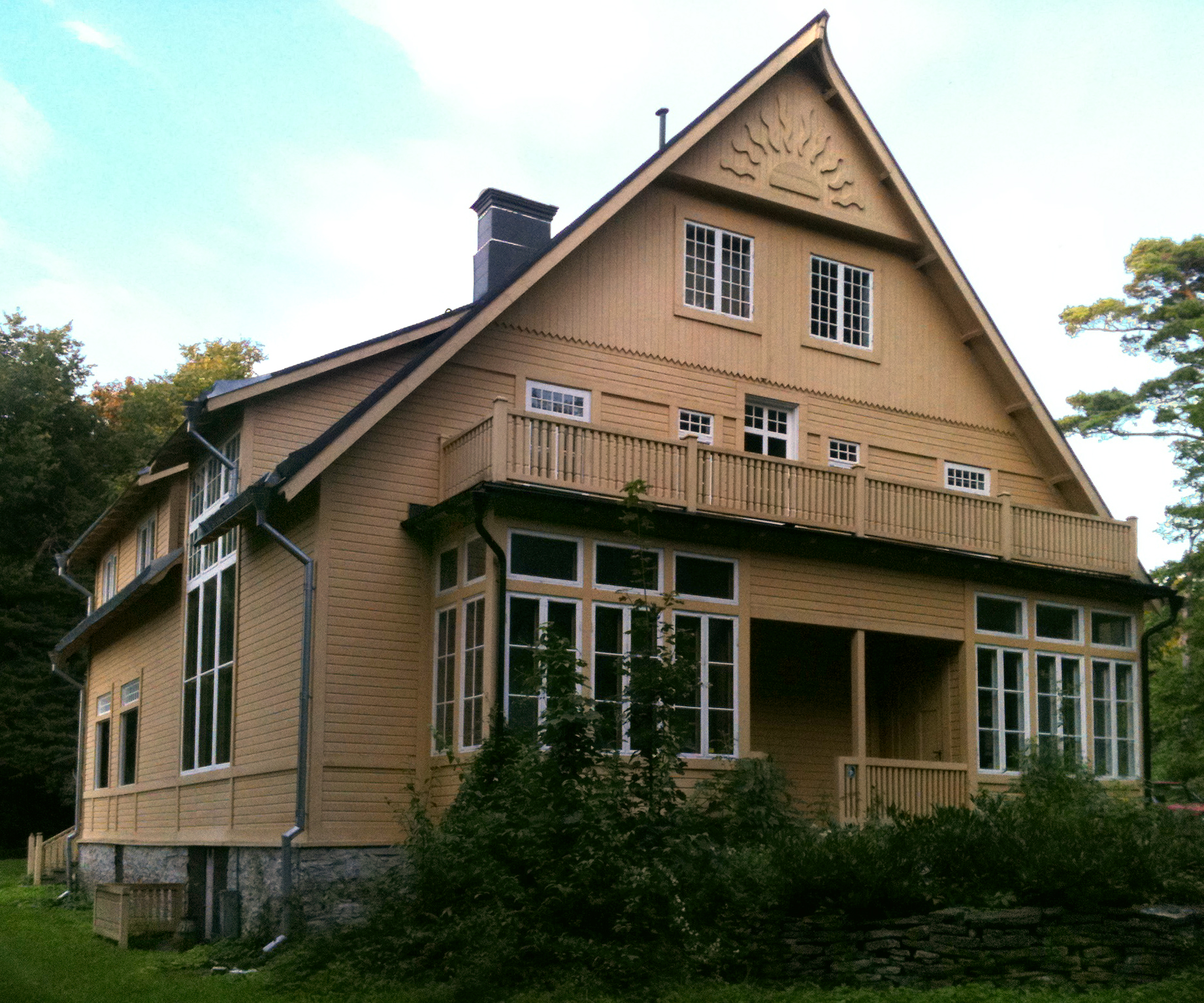
Brucebo: Außenansicht des Hauptgebäudes

Brucebo ist der Name eines Landsitzes auf der schwedischen Insel Gotland. Das Anwesen gehört zum Ort Väskinde und befindet sich etwa acht Kilometer nördlich von Visby. Ab dem Jahr 1900 lebte hier das Künstlerpaar Carolina Benedicks-Bruce und William Blair Bruce, die das Wohnhaus erheblich erweiterten, weitere Gebäude hinzukauften oder neu errichteten. Weite Teile des Anwesens sind seit 1970 als Naturschutzgebiet Brucebo geschützt und gehören heute der Gemeinde Gotland. Die Brucebostiftung (Brucebostiftelsen) vergibt seit 1937 Stipendien an junge Künstler, die verschiedene Gebäude von Brucebo als Wohn- und Arbeitsräume nutzen können. Im ehemaligen Wohnhaus Brucebo lebte 35 Jahre lang der schwedische Filmproduzent und Regisseur Torbjörn Axelman, der 2008 bei der Räumung des Hauses auf mehrere Personen schoss. Nach umfangreichen Sanierungsarbeiten ist das von der Brucebostiftung unterhaltene Gebäude seit 2012 als Museum Konstnärshemmet Brucebo für das Publikum geöffnet und zeigt das künstlerische Werk des Paares Benedicks-Bruce.

## Geschichte

### Künstlerhaus für William Blair Bruce und Carolina Benedicks-Bruce

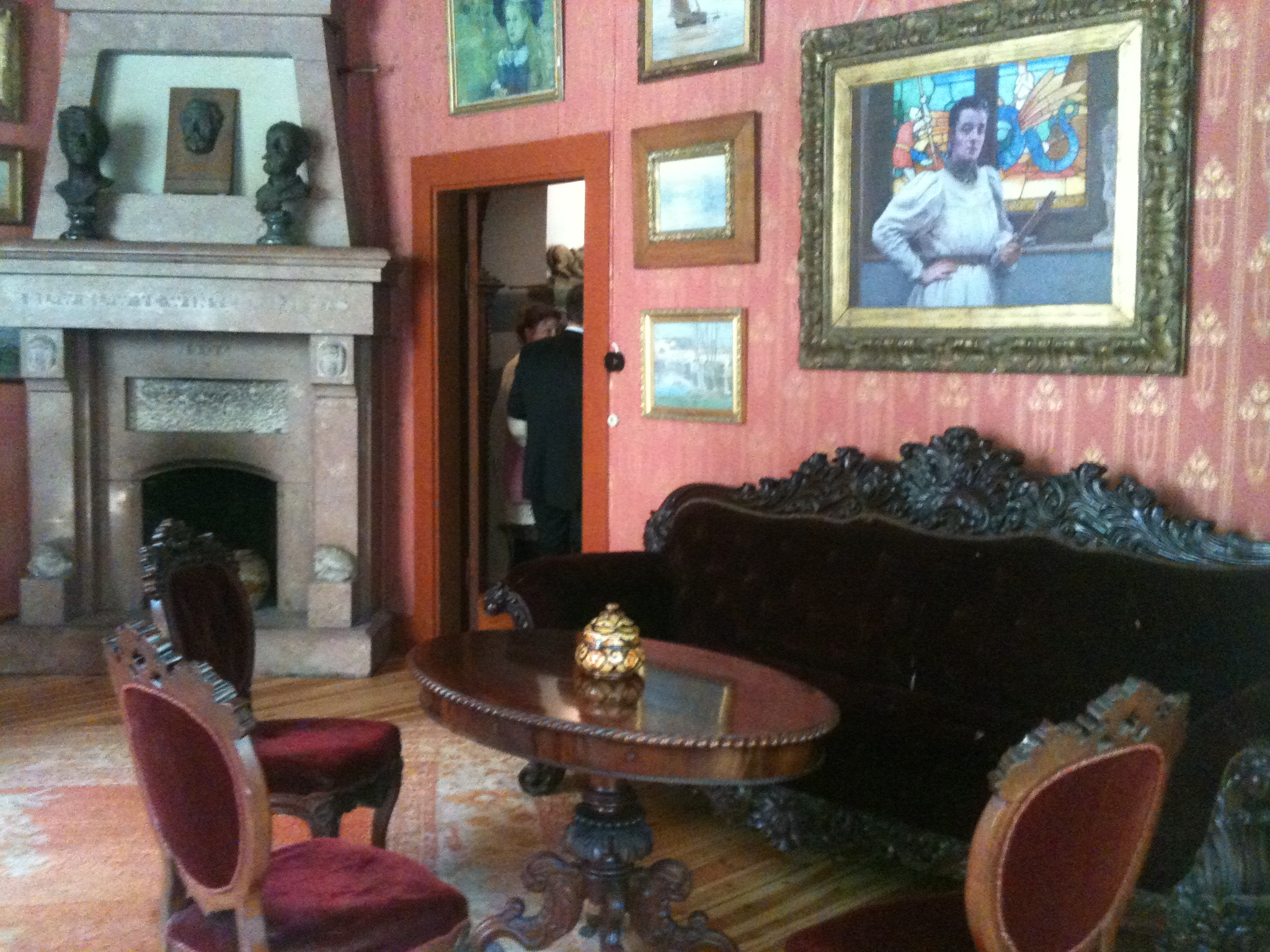
Wohnzimmer im Haupthaus Brucebo mit Gemälde von William Blair Bruce und auf dem Kamin Skulpturen von Carolina Benedicks-Bruce

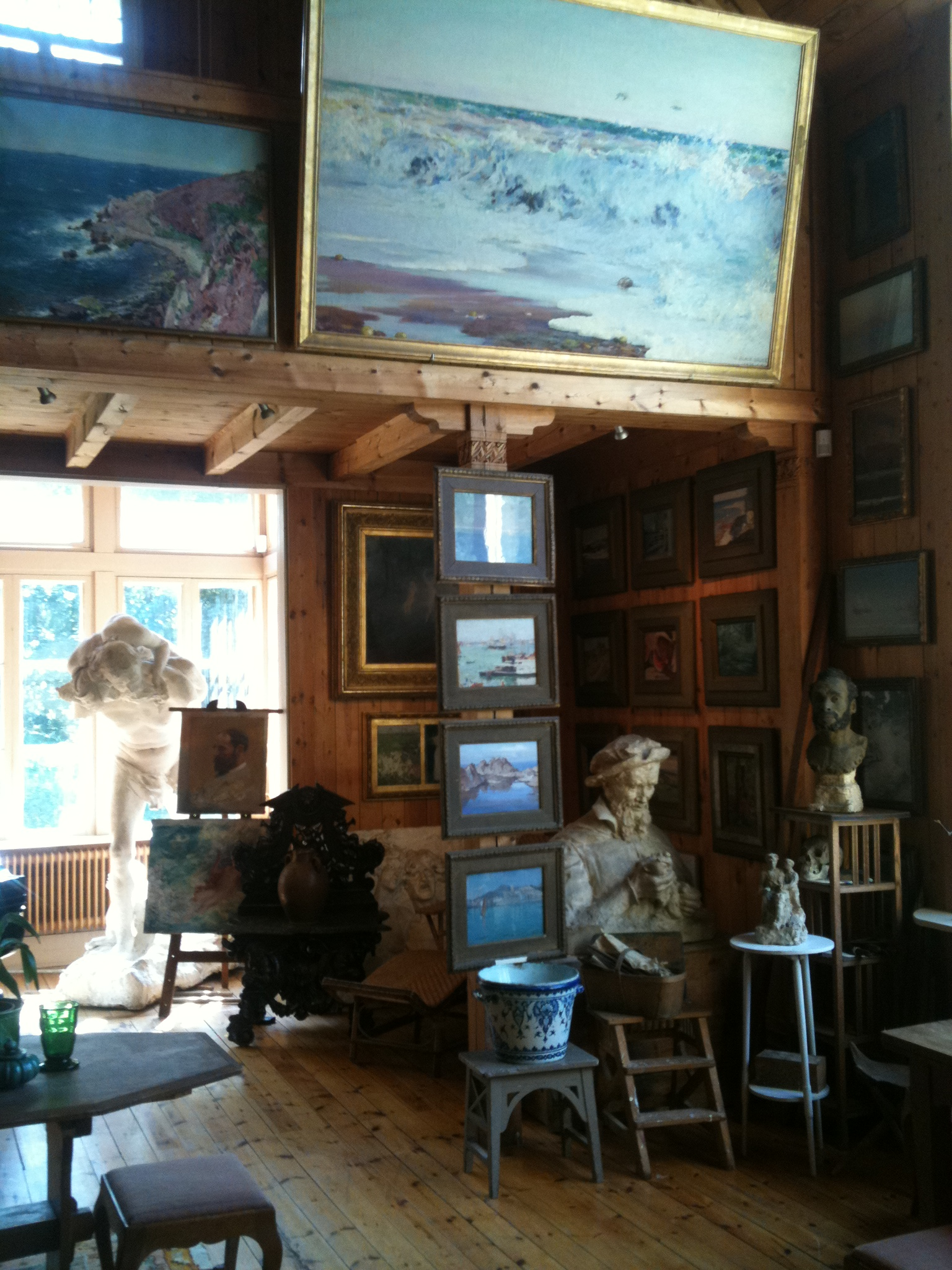
Atelier im Haupthaus mit Kunstwerken des Paares Benedicks-Bruce

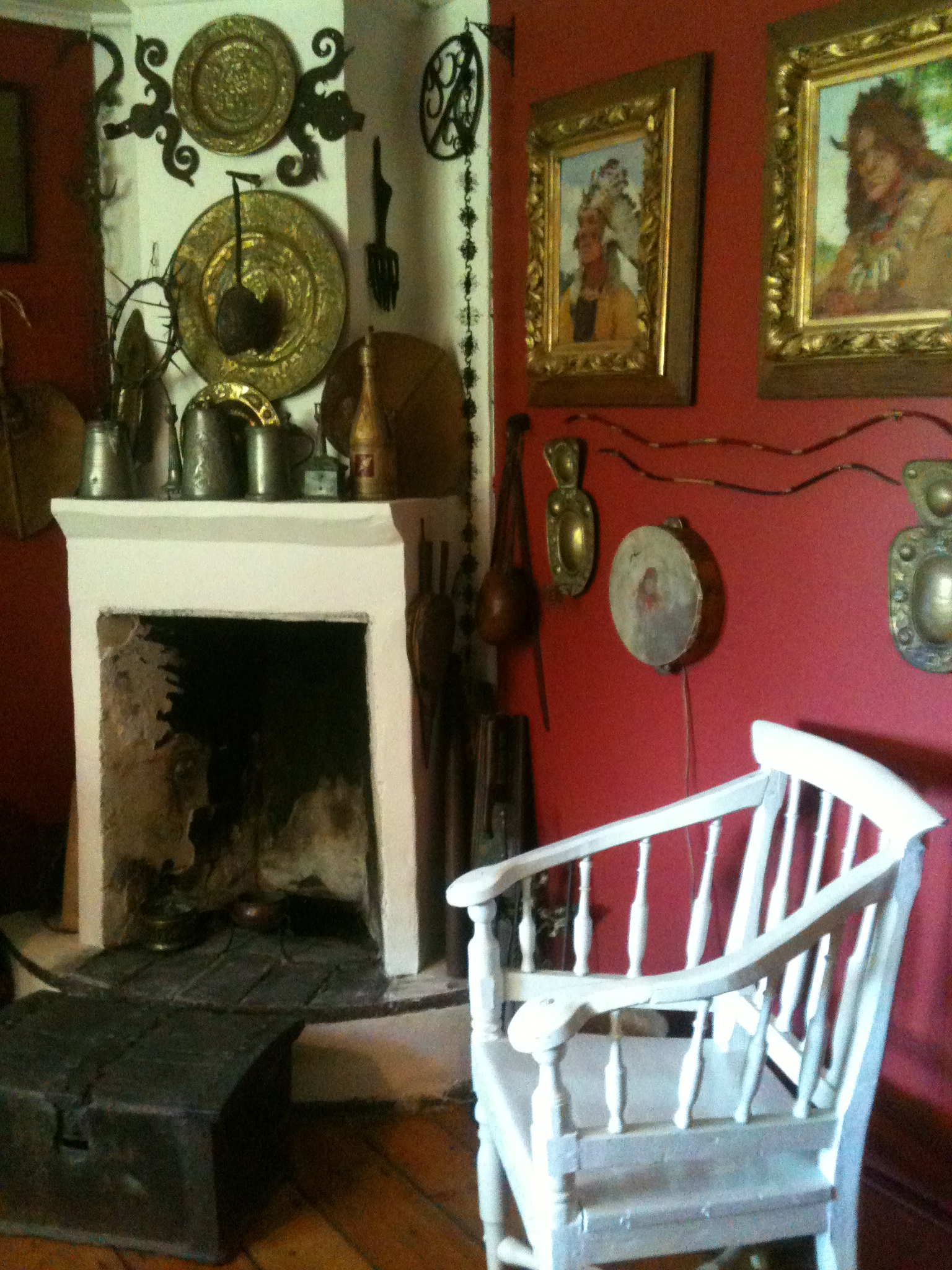
Indianrummet mit Indianerporträts von William Blair Bruce und Andenken an seine kanadische Heimat

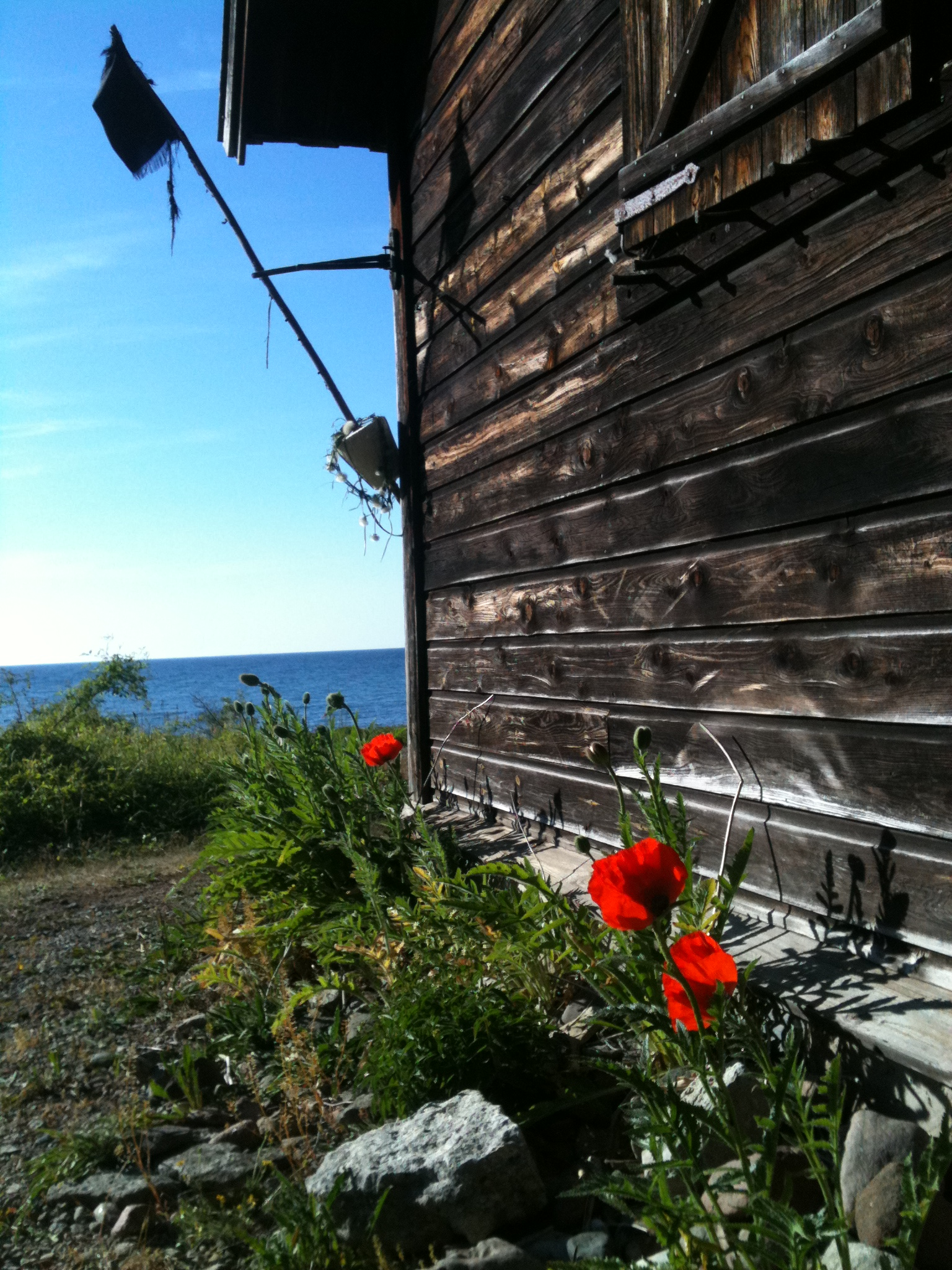
Blick von Strandatelier auf die nahegelegene Ostsee

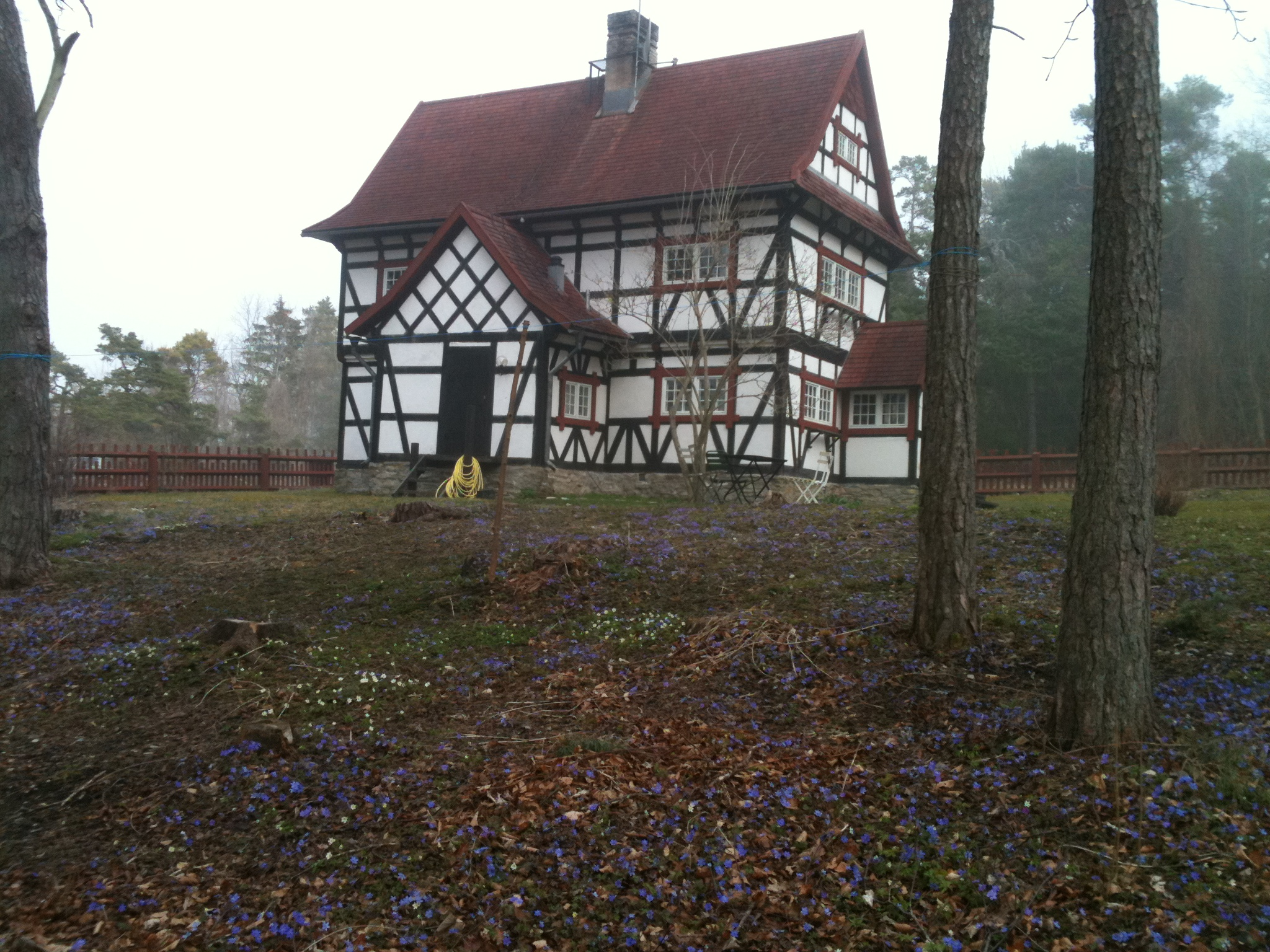
Nebengebäude Korsvirkeshuset, Wohnhaus für die Angestellten

Der Landsitz Brucebo in der Ortschaft Väskinde auf Gotland war der Wohnsitz der schwedischen Bildhauerin Carolina Benedicks-Bruce und ihres aus Kanada stammenden Mannes William Blair Bruce. Carolina Benedicks-Bruce besuchte bereits als Kind mit ihrer Familie Gotland und sie kehrte später mit ihrem Mann dorthin zurück. Zusammen kamen beide erstmals 1888 auf die Insel. William Blair Bruce war von der Landschaft begeistert und schrieb an seine Mutter, dass ihn die Insel an Kanada erinnern würde. Carolina Benedicks-Bruce stammte aus einer vermögenden Unternehmerfamilie und verfügte über ausreichend finanzielle Mittel, um ab Ende der 1890er Jahre verschiedene Grundstücke nahe der Ortschaft Väskinde zu erwerben. Im Jahr 1900 kauften sie zudem das Sommerhaus Emilsro in der Nähe des Fischerhafens Själsö, das zuvor der Familie des Lehrers Elof Wisselgren gehört hatte. Die Wisselgrens hatten das Haus nach ihrer Tochter Emilie benannt. Die neuen Besitzer gaben dem Anwesen den Namen Brucebo, was in etwa Das Haus in dem Bruce wohnt bedeutet.
Das Paar Benedicks-Bruce zog im Juni 1900 in Brucebo ein. William Blair Bruce, der ursprünglich als Architekt gearbeitet hatte, plante erhebliche Um- und Ausbauten, die erst 1909 vollständig abgeschlossen wurden. Er orientierte sich hierbei am Stil der nordischen Nationalromantik. Der Erweiterungsbau erhielt eine Holzfassade, wie sie schon der Ursprungsbau hatte. Die Zimmer wurden mit reich verzierten Kaminen ausgestattet, was auf eine von Beginn an geplante Ganzjahresnutzung des Hauses hindeutet. Im Anbau entstand ein über zwei Etagen reichendes Atelier mit großen Fenstern, die einen Ausblick auf die nahe Ostsee ermöglichten. Darüber hinaus gibt es neben Wohnräumen eine Bibliothek, eine Küche, das Schlafzimmer der Besitzer und mehrere Gästezimmer. Zu den Besonderheiten des Hauses zählt der Indianrummet (Indianerraum), in dem sich von William Blair Bruce gemalte Indianerporträts und weitere Erinnerungsstücke aus Kanada befinden. Vor dem Haus legten die Besitzer eine Terrasse mit Blick auf das Meer an. Zudem entstand ein Gartenpavillon, ein Ateliergebäude am Strand, ein Eiskeller, ein Stallgebäude und ein Korsvirkeshuset genanntes Haus für die Angestellten.
William Blair Bruce starb 1906 und wurde auf dem Friedhof von Väskinde bestattet. In den sechs gemeinsamen Jahren in Brucebo schufen beiden Künstler ein umfangreiches Werk. Durch ihr Vermögen waren sie unabhängig vom Verkauf ihrer Arbeiten, sodass viele Werke in ihrem Besitz blieben. Sie befinden sich bis heute im Wohnhaus von Brucebo. Carolina Benedicks-Bruce lebte nach dem Tod ihres Mannes weiterhin in Brucebo. Sie ließ sich das alte Nebengebäude Skogsateljén zu einem Waldatelier umbauen. Darüber hinaus kaufte sie bis 1920 weitere angrenzende Grundstücke, sodass Brucebo auf insgesamt 35 Hektar anwuchs.
Carolina Benedicks-Bruce lud zahlreiche Gäste nach Brucebo ein. Als 1911 in Stockholm eine internationale Konferenz für die Einführung des Frauenwahlrechts stattfand, empfing sie anschließend zahlreiche Delegierte auf ihrem Anwesen. Zu den Besuchern auf Brucebo gehörten in den Folgejahren der schwedische Erzbischof und spätere Friedensnobelpreisträger Nathan Söderblom, der jugendliche Raoul Wallenberg, der damalige Kronprinz Gustav Adolf und die spätere dänische Königin Ingrid. Hinzu kamen Musiker wie die Violinistin Nora Duesberg aus Wien und der Komponist Friedrich Mehler, der auf Brucebo seine zukünftige Frau kennenlernte. Mehler komponierte hier 1923 das Klavierstück Brucebo. Zudem war der schwedische Maler Hjalmar Strååt (1885–1971) einige Zeit zu Gast auf Brucebo. Er wohnte in der Fischerhütte Fiskarstugan und schuf mehrere Gemälde mit Motiven von Brucebo. 1935 starb Carolina Benedicks-Bruce und wurde auf dem Friedhof von Väskinde bestattet.

### Bruce als Gästehaus
Da Carolina Benedicks-Bruce keine direkten Erben hatte, vermachten sie Brucebo mit den Gebäuden und der Kunstsammlung der von ihr begründeten Brucebostiftelsen. Die Brucebostiftung vergibt seit 1937 an junge Künstler Stipendien für den Aufenthalt auf Brucebo, um hier während der Sommermonate zu leben und zu arbeiten. Zunächst kamen nur schwedische Künstler auf die Insel, da für die kostspielige Anreise aus Kanada zunächst kein Geld zur Verfügung stand. Anfangs dienten das Wohnzimmer und das große Atelier im Haupthaus als Speiseräume, während die anderen Räume als Schlafzimmer genutzt wurden. Mit Beginn des Zweiten Weltkrieges 1939 wurde Brucebo geschlossen und während der nächsten Jahre nicht genutzt. Erst 1946 kamen erneut schwedische Stipendiaten nach Brucebo. Seit 1966 gibt es auch kanadische Stipendiaten, die seit dieser Zeit im ehemaligen Fischerhaus Fiskarstugan untergebracht werden. Schwedische Stipendiaten wohnen seit 1969 im ehemaligen Bauernhaus Fiskarstugans ladugård. Die während des Aufenthaltes geschaffenen Kunstwerke sind anschließend in Ausstellungen im Kunstmuseum von Visby zu sehen. Seit 1995 gibt es zudem das William Blair Bruce’s European Fine Art Travel Stipendium für Studenten aus Kanada, das einen Reisekostenzuschuss für eine Europareise beinhaltet und einen Besuch auf Gotland vorsieht. Zudem gibt es seit 1976 ein Austauschprogramm zwischen dem Landschaftsverband Westfalen-Lippe in Deutschland und der schwedischen Gemeinde Gotland, bei der Studenten im jeweils anderen Land zu Gast sind. Die Studierenden aus Deutschland wohnen hierbei in Atelierhäusern auf Brucebo.
Als 1971 dringender Renovierungsbedarf bestand, beschloss der Stiftungsvorstand kein weiteres Geld in die Sanierung des Hauptgebäudes von Brucebo zu investieren. Brucebo erwies sich insgesamt als unwirtschaftlich, da die Stipendiaten nur in den Sommermonaten kamen und anderweitige Vermietungen nur wenig Erlöse brachten. Dem gegenüber standen erhebliche Personal- und Unterhaltungskosten. Die Stiftung entschloss daher, einen Großteil von Brucebo zu verkaufen. Mit dem erzielten Geld sollte das Stipendienprogramm dauerhaft abgesichert werden. Auch war geplant, die kleineren Gebäude für die Stipendiaten zu erhalten.

### Torbjörn Axelman in Brucebo
Die Brucebostiftung verkaufte 1972 den Großteil des Immobilienbesitzes an die Gemeinde Gotland. Damit gingen vor allem große Landschaftsbereiche, die seit 1970 als Naturschutzgebiet Brucebo ausgewiesen sind, in den Besitz der Gemeinde über. Zum Verkauf gehörte auch das Haupthaus von Brucebo, die Inneneinrichtung mit der Kunstsammlung verblieb hingegen bei der Brucebostiftung. Diese behielt zudem das ehemalige Fischerhaus und kleinere Nebengebäude.
Die Gemeinde verkaufte 1973 das Haupthaus Brucebo für 300.000 Schwedische Kronen an den Fernsehproduzenten, Regisseur und Autor Torbjörn Axelman. Dieser war bereits seit 1963 regelmäßig auf Brucebo zu Gast und lebte zu dieser Zeit im Fischerhaus. Er drehte auf Gotland mehrere Filme, darunter 1968 Lejonsommar mit den Schauspielern Sven-Bertil Taube, Essy Persson, Ulf Brunnberg und Margareta Sjödin. 1975 entstand der schwedische Film Må vårt hus förskonas från tigrar auf der Insel. Axelman war Regisseur und Produzent; das Drehbuch schrieb er zusammen mit dem amerikanischen Sänger Lee Hazlewood. Beide traten zudem als Schauspieler in dem Film auf. Hazlewood schrieb auch die Filmmusik, die er unter dem englischen Titel A House Safe for Tigers veröffentlichte. Das darin enthaltene Lied Souls Island handelte von der Insel Gotland und das Plattencover zeigt Axelman und Hazlewood im Haus Brucebo. Axelman beendete in den 1980er Jahren seine Zusammenarbeit mit dem Schwedischen Fernsehen. Er schrieb in Brucebo mehrere Gedichte, die als Själsö elegien veröffentlicht wurden. Zudem malte er hier einige Bilder. Nachdem seine Filmfirma 1995 Konkurs anmelden musste, verkaufte er wenig später das Haupthaus Brucebo an die Brucebostiftung, blieb aber im Haus wohnen. Die Öffentlichkeit konnte das Haus in dieser Zeit nicht besichtigen.
Die Stiftung kündige Axelman zum Ende September 2008 das Mietverhältnis. Als Grund hierfür gab die Stiftung ausstehenden Mietzahlungen und dringenden Sanierungsbedarf des Hauses an. Am 1. Dezember 2008 ereignete sich im Wohnhaus und der Umgebung ein Kriminalfall, der in Schweden Aufmerksamkeit erregte: Am Morgen des Tages erschien der Vorsitzende der Brucebostiftung Joakim Hansson mit seiner Sekretärin Hanne Ödin und vier weiteren Helfern, um Kunstwerke aus Brucebo abzutransportieren. Die betreffenden Gemälde von William Blair Bruce und die Skulpturen von Carolina Benedicks-Bruce gehörten der Stiftung und sollten vor der Renovierung des Gebäudes außerhalb von Brucebo inventarisiert und gereinigt werden. Am Nachmittag desselben Tages kam es in der Küche von Brucebo zu einer Auseinandersetzung zwischen Axelman und Hansson. In deren Verlauf schoss Axelman mehrfach auf Hansson und traf ihn in den Rücken und an der Hand. Hansson konnte sich schwer verletzt aus dem Haus retten und brach auf einer Rasenfläche nahe dem Haus zusammen. Axelman verblieb zunächst im Haus. Als später eine Sonderheit der Polizei eintraf, verließ Axelman mit einer Waffe das Haus und schoss auf die Polizisten, die das Feuer erwiderten. Hierbei wurde Axelman schwer verletzt, die Polizisten erlitten keine Verletzungen. Sowohl Axelman als auch Hansson überlebten diese Schießerei. Das Bezirksgericht in Visby, wie später auch weitere Instanzen, bescheinigten dem 76-jährigen Axelman eine psychische Erkrankung. Er wurde wegen versuchten Mordes in drei Fällen verurteilt. Er verbrachte danach einige Zeit in einer geschlossenen psychiatrischen Einrichtung. Seit 2011 wohnt Axelman in Stockholm und darf laut Gerichtsbeschluss Gotland nicht mehr besuchen.

### Brucebo als Museum
Nach dem Auszug von Torbjörn Axelman wurde das Gebäude komplett leer geräumt. Zur umfangreichen Sanierung gehörte vor allem eine neue Heizung und neue Elektroanlagen. Auch der über die Jahre verwilderte Garten konnte annähernd wieder in dem Zustand hergestellt werden, wie er zu Zeiten von Carolina Benedicks-Bruce ausgesehen hatte. Nachdem 2010 die Arbeiten am Wohnhaus abgeschlossen waren, kehrte die Inneneinrichtung einschließlich der restaurierten Kunstwerke des Paares Benedicks-Bruce wieder an den ursprünglichen Platz zurück. Die Gemälde und Skulpturen, aber auch Einrichtungsgegenstände wie der Flügel, an dem einst William Blair Bruce gespielt hatte, geben einen Eindruck vom Leben der beiden Künstler in Brucebo. Die Brucebostiftung bot 2011 Führungen durch das Wohnhaus an, bei der die Öffentlichkeit erstmals Gelegenheit hatte, das Haus und die Sammlung zu besichtigen. Seit 2012 ist Brucebo als Museum regelmäßig für Besucher geöffnet.